# یواس‌اس چارلز فلپس (۱۸۴۸)
یواس‌اس چارلز فلپس (۱۸۴۸) (به انگلیسی: USS Charles Phelps (1848)) یک کشتی بود که طول آن ۱۱۰ فوت (۳۴ متر) بود. این کشتی  در سال ۱۸۴۸ ساخته شد.